# Onthophagus curvispina
Onthophagus curvispina är en skalbaggsart som beskrevs av Edmund Reitter 1893. Onthophagus curvispina ingår i släktet Onthophagus och familjen bladhorningar. Inga underarter finns listade i Catalogue of Life.